# Agrostistachys sessilifolia
Agrostistachys sessilifolia är en törelväxtart som först beskrevs av Wilhelm Sulpiz Kurz, och fick sitt nu gällande namn av Ferdinand Albin Pax och Käthe Hoffmann. Agrostistachys sessilifolia ingår i släktet Agrostistachys och familjen törelväxter. Inga underarter finns listade i Catalogue of Life.